# Podgrad (Novo mesto)

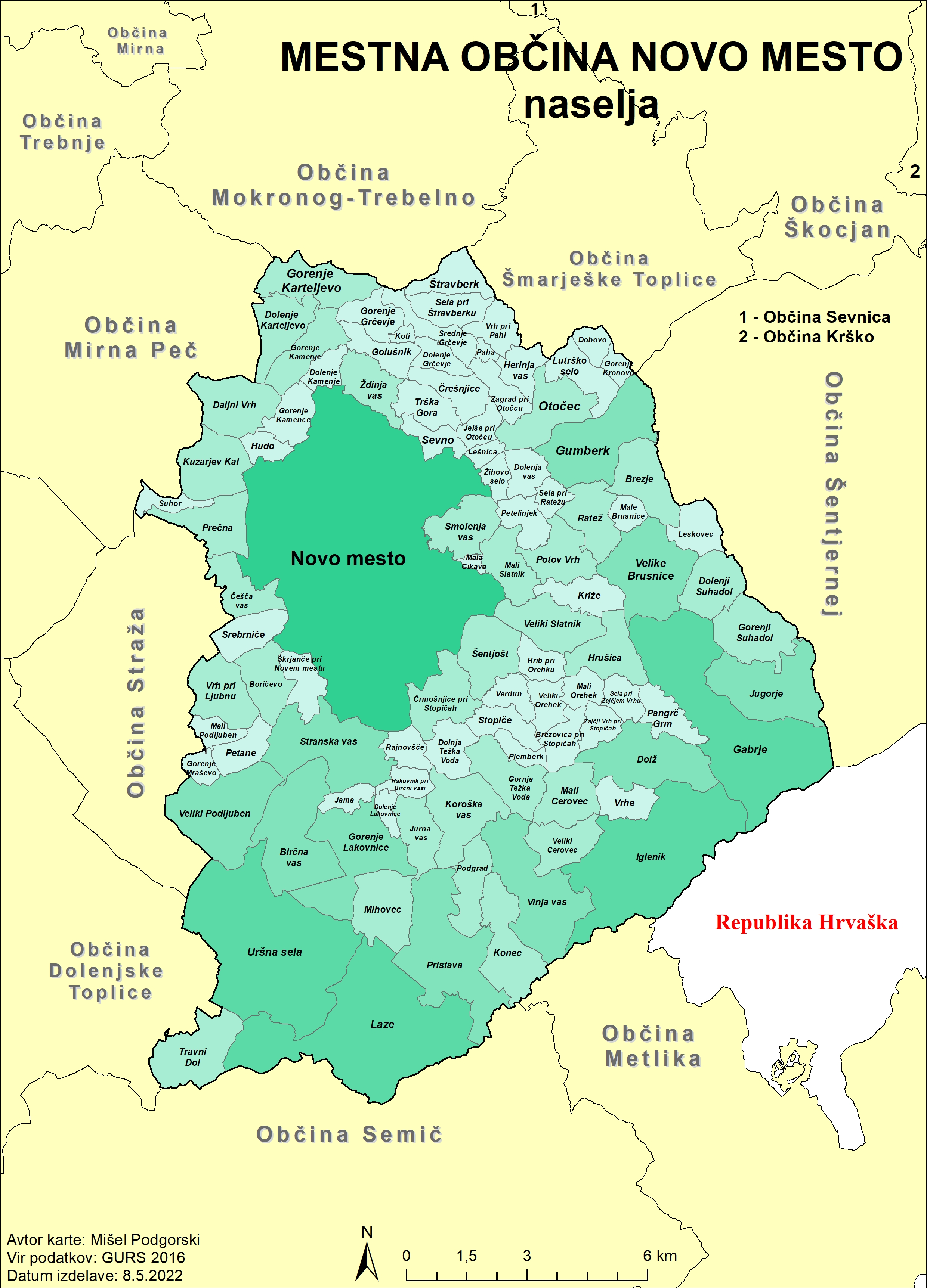
Ortschaften der Stadtgemeinde Novo mesto

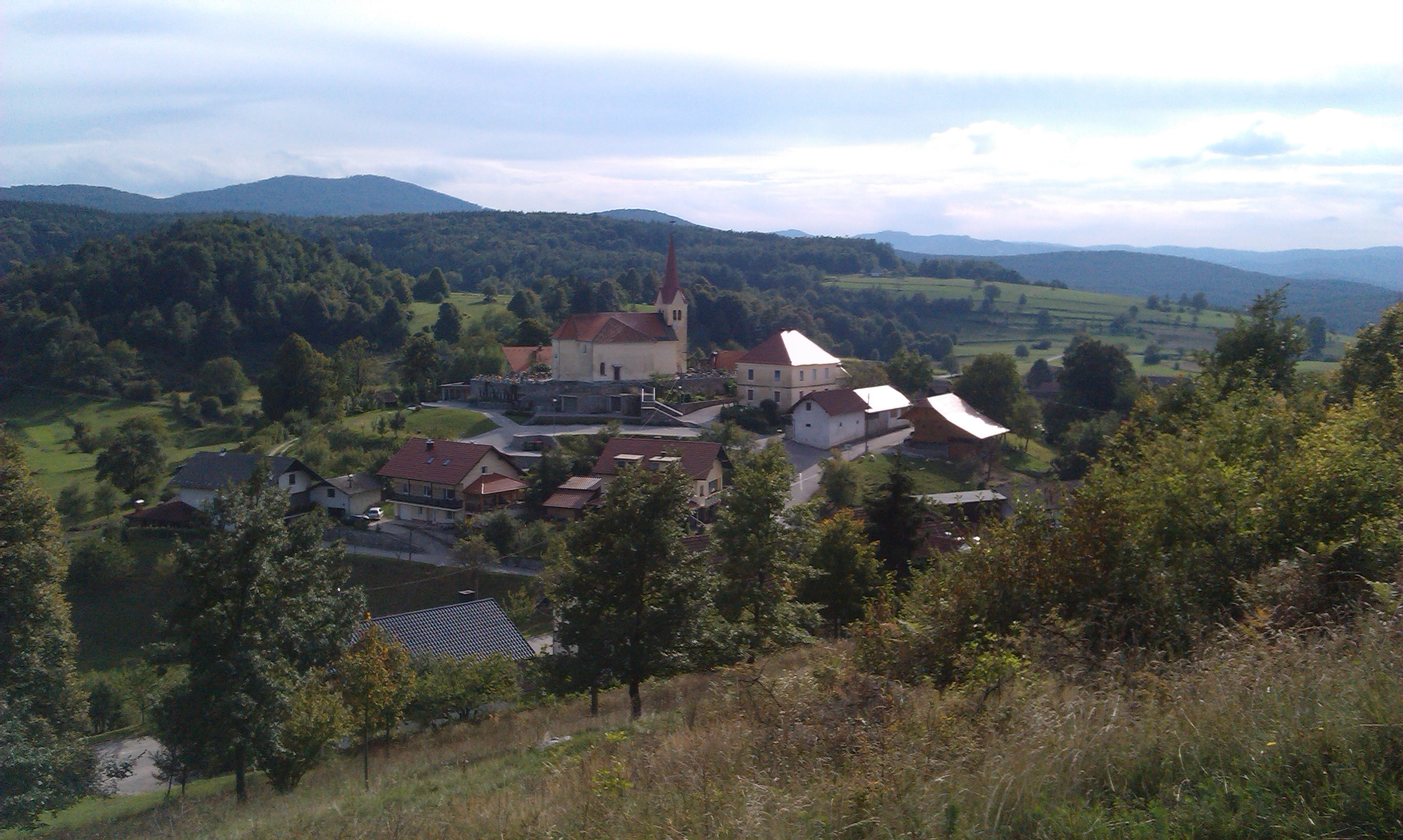
Marienkirche Podgrad

Podgrad (deutsch wörtlich: Unter der Burg) ist der Name einer Ortschaft und der gleichnamigen Ortsgemeinschaft (Krajevna skupnost) in der slowenischen Stadtgemeinde Novo mesto im Südosten des Landes.

## Ortsgemeinschaft
Zur Ortsgemeinschaft gehören die Siedlungen Jurna vas, Konec, Koroška vas, Laze (Teile), Mali Cerovec, Mihovec, Podgrad, Pristava, Veliki Cerovec und Vinja vas.

## Geschichte
Der Ort war im 15. Jahrhundert unter der Bezeichnung Dorf unter Maichau bekannt (gemeint ist die damalige Burg Maichau).

## Lage
Das Dorf Podgrad liegt etwa 12 km südöstlich von Novo mesto in Richtung Metlika unterhalb des Mehovo-Hügels, auf dem früher die Burg Maichau stand.